# Traghetti più grandi in Italia
| Pos. | Nave               | Lunghezza (m) | Stazza G.T. | Passeggeri | Auto  | Metri lineari carico merci | Velocità in nodi | Compagnia                          |
| ---- | ------------------ | ------------- | ----------- | ---------- | ----- | -------------------------- | ---------------- | ---------------------------------- |
| 1º   | Moby Legacy        | 237           | 69.500      | 2.300      | 1.300 | 3.800                      | 23.5             | Moby Lines                         |
| 1º   | Moby Fantasy       | 237           | 69.500      | 2.300      | 1.300 | 3.800                      | 23.5             | Moby Lines                         |
| 2º   | Cruise Roma        | 254           | 63.000      | 3.500      | 215   | 3.950                      | 28               | Grimaldi Lines                     |
| 2º   | Cruise Barcelona   | 254           | 63.000      | 3.500      | 215   | 3.950                      | 28               | Grimaldi Lines                     |
| 3º   | Cruise Sardegna    | 225           | 55.000      | 2.850      | 250   | 2.850                      | 28               | Grimaldi Lines                     |
| 3º   | Cruise Europa      | 225           | 55.000      | 2.850      | 250   | 2.850                      | 28               | Grimaldi Lines                     |
| 4º   | La Superba         | 211,5         | 49.257      | 2.920      | 984   | 2.800                      | 29               | Grandi Navi Veloci                 |
| 4º   | La Suprema         | 211,5         | 49.257      | 2.920      | 984   | 2.800                      | 29               | Grandi Navi Veloci                 |
| 5º   | GNV Polaris        | 218           | 45,909      | 1.500      | 1.500 | 3.100                      | 25               | Grandi Navi Veloci                 |
| 6º   | GNV Sirio          | 214           | 40.798      | 2.908      | 1.080 | 1.900                      | 28               | Grandi Navi Veloci                 |
| 6º   | GNV Auriga         | 214           | 40.798      | 2.908      | 1.080 | 1.900                      | 28               | Grandi Navi Veloci                 |
| 7º   | Excelsior          | 202,17        | 39.777      | 2.253      | 760   | 2.250                      | 24               | Grandi Navi Veloci                 |
| 7º   | Excellent          | 202,17        | 39.777      | 2.253      | 760   | 2.250                      | 21               | Grandi Navi Veloci                 |
| 8º   | Splendid           | 214,54        | 39.139      | 2.200      | 1.010 | 2.250                      | 21               | Grandi Navi Veloci                 |
| 9º   | Rhapsody           | 161,84        | 37.768      | 2.448      | 716   | 1.387                      | 23               | Grandi Navi Veloci                 |
| 10º  | Cruise Bonaria     | 214           | 36.825      | 2.500      | 660   | 2.000                      | 29               | Grimaldi Lines                     |
| 11º  | Moby Aki           | 175           | 36.284      | 2.220      | 720   | 1.936                      | 27               | Moby Lines                         |
| 12º  | Pascal Lota        | 177           | 36.277      | 2.300      | 700   | 1.930                      | 27               | Corsica Ferries - Sardinia Ferries |
| 13º  | Moby Wonder        | 175           | 36.093      | 2.200      | 720   | 1,938                      | 27               | Moby Lines                         |
| 14º  | Moby Ale Due       | 214           | 35.756      | 2.700      | 900   | 915                        | 28               | Moby Lines                         |
| 14º  | Janas              | 214           | 35.756      | 2.700      | 900   | 915                        | 28               | Tirrenia                           |
| 14º  | Athara             | 214           | 35.756      | 2.700      | 900   | 915                        | 28               | Tirrenia                           |
| 15º  | Fantastic          | 188           | 35.222      | 2.033      | 760   | 1.725                      | 21               | Grandi Navi Veloci                 |
| 16º  | Moby Dada          | 166,1         | 34.093      | 1.638      | 500   | 1.020                      | 22               | Moby Lines                         |
| 17º  | Mega Smeralda      | 168           | 33.829      | 2.000      | 400   | 850                        | 21               | Corsica Ferries - Sardinia Ferries |
| 17º  | Mega Andrea        | 168           | 33.829      | 2.000      | 400   | 850                        | 21               | Corsica Ferries - Sardinia Ferries |
| 18º  | GNV Atlas          | 161,3         | 33.336      | 2.000      | 570   | 1.510                      | 18               | Grandi Navi Veloci                 |
| 18º  | GNV Cristal        | 161,3         | 33.336      | 2.000      | 570   | 1.510                      | 18               | Grandi Navi Veloci                 |
| 19º  | Majestic           | 188,15        | 32.777      | 1.790      | 760   | 1.725                      | 21               | Grandi Navi Veloci                 |
| 20º  | Cruise Ausonia     | 204           | 32.728      | 1.800      | 653   | 2.350                      | 29               | Grimaldi Lines                     |
| 20º  | Europa Palace      | 204           | 32.728      | 1.800      | 653   | 2.350                      | 29               | Grimaldi Lines                     |
| 21º  | Moby Tommy         | 212           | 32.302      | 2.200      | 1.000 | 2.000                      | 29               | Moby Lines                         |
| 22º  | Zeus Palace        | 211,9         | 32.000      | 1.706      | 1.000 | 1.950                      | 29               | Grimaldi Lines                     |
| 23º  | GNV Allegra        | 166,3         | 31.914      | 1.418      | 580   | 1.220                      | 21,5             | Grandi Navi Veloci                 |
| 24º  | GNV Blu            | 164,4         | 31.910      | 1320       | 455   | 1.900                      | 19,5             | Grandi Navi Veloci                 |
| 25º  | Raffaele Rubattino | 180           | 30.757      | 1.470      | 625   | 2.000                      | 23               | Moby Lines                         |
| 25º  | Vincenzo Florio    | 180           | 30.757      | 1.470      | 625   | 2.000                      | 23               | Moby Lines                         |